# 慕尼黑-上巴伐利亚大区
慕尼黑-上巴伐利亞大区（德語：Gau München-Oberbayern）是納粹德國於1933年至1945年在上巴伐利亞的一個行政區劃。1930年至1933年该大区是納粹黨在該地區的地區分部。